# بيل ليندون
بيل ليندون (بالإنجليزية: Bill Lyndon)‏ هو رافع أثقال ‏ أسترالي، ولد في 30 يناير 1964 في ملبورن في أستراليا.